# Артём Весёлый
Артём Весёлый (настоящее имя: Никола́й Ива́нович Кочкуро́в; 17 (29) сентября 1899 Самара — 8 апреля 1938) — русский советский писатель.

## Биография
Родился 17 (29) сентября 1899 года в Самаре, в семье крючника. С 13 лет вносил вклад в семейный бюджет: подрабатывал летом в рыбацких артелях на Волге, разнорабочим, ломовым извозчиком. Учился в Самарском реальном училище, но вынужден был бросить его и поступить чернорабочим на Трубочный завод.
В марте 1917 вступил в РСДРП(б), участвовал в Октябрьской революции и гражданской войне. В 1919 добровольцем ушёл на деникинский фронт, затем был матросом Черноморского флота (1922), чекистом. В 1922 поступил учиться в ВЛХИ, затем в МГУ (оба не закончил).
Будучи редактором большевистской газеты «Красный пахарь», выпустил с сентября по декабрь 1919 года 22 номера. В газете писал под псевдонимами: «Пожилинский мужик», «Кочкуров», «Сидор Весёлый», «Артём Невесёлый».
Осенью 1921 в журнале «Красная новь» (№ 3) была напечатана его первая драма «Мы», позднее в том же журнала опубликован его рассказ «Масленица». С 1923 выходят его произведения: «Реки огненные» (1923), «Дикое сердце» (1924), «Вольница» (1924), роман «Страна родная» (1925—1926), «Россия, кровью умытая» (1927—1928).
Тематически он оставался верен изображению революционных событий, в стилистическом отношении — экспрессивно-орнаментальной манере школы Пильняка. Входил в творческое объединение «Перевал» (до 1926), затем в ассоциацию РАПП (1929).
В середине 1930-х годов собирал народное творчество (частушки) в Среднем Поволжье, по итогам экспедиции опубликовал сборник «Частушки колхозных деревень». Из издания был полностью изъят раздел с хулиганскими, кулацкими и воровскими четверостишиями, сборник подвергся разгромной критике.

### Арест и расстрел
27 октября 1937 Артём Весёлый был арестован.

В 1937 году все куйбышевские поэты и прозаики были арестованы как члены антисоветской террористической организации, главным в которой объявили Артёма Весёлого, друга Льва Правдина, как самого старшего — ему было 40 лет. Террористами стали писатели Виктор Багров, Влас Иванов-Паймен, Арсений Рутько, Иосиф Машбиц-Веров и самый молодой из них — Лев Финк. Лев Правдин тоже был арестован по ложному обвинению: якобы он должен был к первомайской демонстрации приехать в Москву, пройти с демонстрантами мимо мавзолея, бросить на трибуны букет цветов с замаскированной внутри бомбой и убить Вячеслава Михайловича Молотова.
Артема Весёлого и Виктора Багрова расстреляли.

Сохранилось спецсообщение Н. И. Ежова И. В. Сталину о литераторе А. Весёлом:

<…> По показаниям арестованного троцкиста ВОРОНСКОГО, Артем ВЕСЕЛЫЙ в 1934 г. в беседе с ним проявил свою ненависть к руководству ВКП(б) и террористические настроения, заявив: «Я бы поставил пушку на Красной площади и стрелял бы в упор по Кремлю». (Из показаний П. ВАСИЛЬЕВА от 7/III—37 года.)
По последним агентурным данным, Артем ВЕСЕЛЫЙ тесно связан с контрреволюционно настроенным писателем БАГРОВЫМ В. К. (г. Куйбышев). Совместно с БАГРОВЫМ А. ВЕСЕЛЫЙ намеревался писать поэму, восхваляющую расстрелянных участников троцкистско-зиновьевского центра, («Гибель славных»), намечавшуюся ими к изданию за границей.

Был расстрелян 8 апреля 1938 года.
15 апреля того же года на восемь лет была осуждена его третья жена, Людмила Иосифовна Борисевич. В 1948 репрессирована его первая жена, Гитя Григорьевна Лукацкая. В 1949 арестованы дочери от первого брака, Заяра и Гайра, получившие по 5 лет. В 1956 его дочери и он сам были реабилитированы. Как вспоминала внучка Елена Говор: "И через 30, и через 40 лет после лагеря бабушка не могла о нем вспоминать, не заплакав".
Впервые его дети — Гайра, Заяра, Лев, Фанта — смогли собраться вместе лишь в 1961 году. Гайра и Заяра оставили объёмные воспоминания об отце и деде. Заяра умерла в 2010 г., похоронена на Новом Донском кладбище, Гайра (24 марта 1924 — 30 декабря 2023) до последних дней работала над библиографией Артёма Веселого.
Внучка — историк Елена Говор, ведёт вебсайт, посвящённый творчеству писателя.

## Основные работы
- Разрыв-трава: пьеса (1919).
- Мы: пьеса (1921).
- Реки огненные: повесть (1924).
- Страна родная: роман. — М.: Новая Москва, 1926.
- Россия, кровью умытая: роман. — М.: Советский писатель, 1924 (полное издание — 1932).
- Гуляй Волга. — М.: Московское товарищество писателей, 1932.
- Избранные произведения. — М.: ГИХЛ, 1958.
- Артём Весёлый. Избранные произведения. — М.: Гослитиздат, 1958. — 648 с. — 75 000 экз.
- Артём Весёлый. Россия, кровью умытая. — Куйбышев: Куйбышевское книжное издательство, 1979.
- Артём Весёлый. Избранная проза. — Л.: Лениздат, 1983.
- Артём Весёлый. Россия, кровью умытая. — М.: Современник, 1980. — 509 с. — 200 000 экз.
- Артём Весёлый. Россия, кровью умытая. — М.: Правда, 1987.
- Артём Весёлый. Россия, кровью умытая. — М.: Воениздат, 1990. — ISBN 5-203-00732-2.